# Aerodramus nuditarsus
La salangana tarsidesnuda o rabitojo de tarsos desnudos (Aerodramus nuditarsus) es una especie de ave apodiforme de la familia Apodidae endémica de Nueva Guinea.